# Lionel Tennyson, 3. Baron Tennyson
Lionel Hallam Tennyson, 3. Baron Tennyson (* 7. November 1889 in London; † 6. Juni 1951 in Bexhill-on-Sea, East Sussex) war ein britischer Adliger, der als Kapitän der englischen Cricket-Nationalmannschaft bekannt wurde.

## Leben
Tennyson wurde am 7. November 1889 als ältester Sohn des Hon. Hallam Tennyson geboren. Er war damit ein Enkel von Alfred Tennyson, dem bekanntesten Poeten der späteren Viktorianischen Epoche.
1911 trat Tennyson in die Coldstream Guards ein. Im Ersten Weltkrieg diente er mit der Rifle Brigade an der Westfront. Er wurde zweimal Mentioned in Despatches (vergleichbar der Nennung im Wehrmachtbericht) und dreimal verwundet. 1928 erbte Tennyson beim Tode seines Vaters dessen Titel und war seitdem Mitglied des House of Lords. 1933 veröffentlichte er seine Autobiografie unter dem Titel "From Verse To Worse".
Er heiratete 1918 Hon. Clarissa Tennant, die älteste Tochter des Politikers Edward Tennant, 1. Baron Glenconner. Die Ehe, aus der drei Söhne stammten, wurde 1928 geschieden. Ein Sohn starb bereits im Säuglingsalter. 1934 heiratete er in zweiter Ehe die US-Amerikanerin Carroll Elting. Diese Ehe, die kinderlos blieb, wurde 1943 geschieden.
Tennyson starb 1951; sein Titel fiel an seinen ältesten Sohn Harold.

## Cricketspieler
Bereits während seiner Schulzeit am Eton College war Tennyson Mitglied der Schulauswahl. 1913 begann er, für Hampshire First-Class Cricket als rechtshändiger Batsman zu spielen. Bereits im folgenden Jahr wurde er als einer der fünf Wisden Cricketers of the Year im Wisden Cricketers’ Almanack aufgeführt.
Tennyson spielte in insgesamt neun Test Matches für die englische Cricket-Nationalmannschaft. Bereits 1913/14 nahm er an der Tour nach Südafrika teil und wurde fünfmal in Tests eingesetzt. Nach einer Unterbrechung seiner sportlichen Karriere durch den Krieg wurde er Kapitän von Hampshire. Diese Position behielt er bis 1932. Er erzielte insgesamt 19 Centurys, sein bestes individuelles Ergebnis waren 217 Runs, die er 1928 gegen die West Indies erzielte.
Im Jahre 1921 hatte England sechs Tests in Folge gegen die australische Mannschaft verloren, als Tennyson wieder in das Nationalteam berufen wurde. Obgleich auch das nächste Match verloren ging, war Tennysons Leistung so gut, dass er für die letzten drei Tests der Serie gegen Australien zum Kapitän gemacht wurde. Nachdem seine Mannschaft das nächste Match ebenfalls verlor, endeten die letzten beiden Tests Remis. Als Amateur nahm er jedoch an der nächsten Tour nicht teil, so dass es zu keinen weiteren Einsätzen im Nationalteam kam.